# 馬庫伊拉山脈

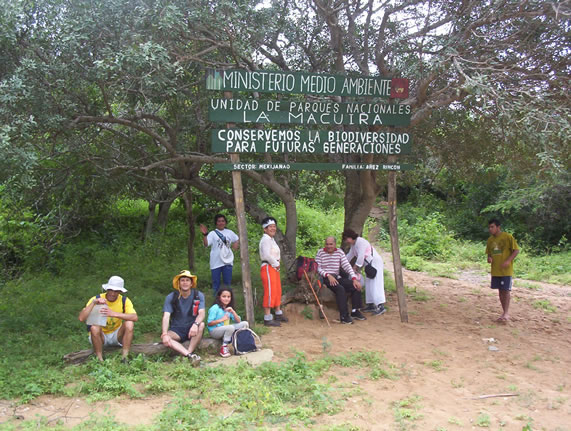

馬庫伊拉山脈是哥倫比亞的山脈，位於該國北部瓜希拉沙漠，距離加勒比海約10公里，由瓜希拉省負責管轄，長35公里、寬10公里，面積250平方公里，最高點海拔高度864米。

## 外部連結
- （西班牙文） National Natural Parks of Colombia: Macuira[永久]

12°10′N 71°20′W / 12.167°N 71.333°W